# جيسون بتلر هارنر
جيسون بتلر هارنر (بالإنجليزية: Jason Butler Harner)‏ مواليد 9 أكتوبر 1970 في إلميرا، الولايات المتحدة، هو ممثل أمريكي بدأ مسيرته الفنية سنة 2000.

## الأعمال

### مسلسلات
- غايدنغ لايت
- القانون والنظام: النية الإجرامية
- هوب وفيث
- القانون والنظام: الوحدة الخاصة للضحايا
- جون آدامز
- فرينج
- ذا غود وايف
- سي اس آي: التحقيق في موقع الجريمة
- الكاتراز
- أرض الوطن
- القائمة السوداء
- فضيحة
- راي دونوفان

## روابط خارجية
- جيسون بتلر هارنر على موقع IMDb (الإنجليزية)
- جيسون بتلر هارنر على موقع ألو سيني (الفرنسية)
- جيسون بتلر هارنر على موقع أول موفي (الإنجليزية)
- جيسون بتلر هارنر على موقع قاعدة بيانات برودواي على الإنترنت (الإنجليزية)
- جيسون بتلر هارنر على موقع قاعدة بيانات الأفلام السويدية (السويدية)
- جيسون بتلر هارنر على موقع قاعدة بيانات الفيلم (الإنجليزية)
- جيسون بتلر هارنر على موقع كينوبويسك (الروسية)